# 2006년 롯데 자이언츠 시즌
2006년 롯데 자이언츠 시즌은 롯데 자이언츠가 KBO 리그에 참가한 25번째 시즌이다. 강병철 감독이 팀을 이끈 3번째 임기의 첫 시즌으로, 손인호가 주장을 맡았다. 팀은 시즌 초 노장진의 무단 이탈로 어렵게 시즌을 열었고 신인 나승현이 새로운 마무리투수로 떠오르며 분투했지만 뒷문을 혼자 다 지키기엔 벅차 8팀 중 정규시즌 7위에 그쳐 6년 연속 포스트시즌 진출 실패로 초라하게 망신 당했다.(양상문은 1998년과 2004년보다 초라한 성적인 50승 73패 3무를 기록, 888857로 늘려났으나 이듬해까지 8888577로 늘려났다.)

## 타이틀
- 월드 베이스볼 클래식 동메달: 손민한
- 도하 아시안 게임 동메달: 김무관(코치), 손민한, 강민호, 이대호, 박기혁
- KBO 골든글러브: 이대호 (1루수)
- KBO 사랑의 골든글러브: 손민한
- KBO 페어플레이상: 이대호
- 일구상 최우수선수상: 이대호
- 제일화재 프로야구대상 대상: 이대호
- 스포츠토토 올해의 타자: 이대호
- 올스타 선발: 손민한 (투수), 이대호 (1루수)
- 올스타전 추천선수: 장원준, 박기혁
- 컴투스프로야구 내일은 국가대표 라인업: 손민한 (중계투수)
- 컴투스프로야구 주요 FA 라인업: 노장진 (중계투수)
- 컴투스프로야구 선정 투수의 힘든시절 라인업: 이재율, 최대성, 가득염
- 수비 WAR: 강민호 (1.89)
- 출장(타자): 강민호 (126)
- 출장(야수): 강민호 (126)
- 선발 출전(야수): 강민호 (126)
- 홈런: 이대호 (26)
- 루타: 이대호 (253)
- 타점: 이대호 (88)
- 사구: 이대호 (16)
- 타율: 이대호 (0.336)
- 장타율: 이대호 (0.571)
- OPS: 이대호 (0.980)
- 득점권타율: 이대호 (0.389)
- 장타: 이대호 (52)
- 순장타율: 이대호 (0.235)
- 추정득점: 이대호 (92)
- GPA: 이대호 (0.327)
- 도루 저지: 강민호 (37)

### 퓨처스리그
- 전국종합야구선수권대회 MVP: 조정훈
- 출장(타자): 박종윤 (78)
- 완봉: 김정환 (1)
- 남부리그 다승: 김정환 (7)
- 남부리그 구원승: 최대성 (3)

## 선수단
- 선발투수: 손민한, 장원준, 이상목, 염종석, 김수화
- 구원투수: 박지철, 이재율, 이정민, 이정훈, 이명우, 주형광, 노승욱, 가득염, 김유신, 김정환, 최대성
- 마무리투수: 나승현, 노장진, 조정훈, 배장호
- 포수: 강민호, 이동훈, 이승재
- 1루수: 이대호, 이승준
- 2루수: 박현승, 손용석, 박준서, 추경식, 신명철
- 유격수: 박기혁
- 3루수: 황준영, 이원석, 정보명
- 좌익수: 마이로우, 박연수, 최경환
- 중견수: 정수근, 황동채, 이우민, 박정준
- 우익수: 손인호, 존갈
- 지명타자: 호세, 김승관, 김문호, 박진환, 최준석

## 여담
- 홈구장인 사직 야구장의 잔디를 천연잔디로 교체했다.
- 롯데 자이언츠 2군은 5월 20일과 21일에 경찰 야구단과 KBO 퓨처스리그 사상 최초로 강원도 횡성군에서 경기를 치렀다.
- 강민호는 이 시즌 규정 타석을 채워 KBO 리그 역대 최연소 규정 타석 충족 포수가 되었다.
- 호세는 KBO 리그 40대 타자 최초로 단일 시즌 규정 타석을 채웠다.
- 당시 만 41세였던 호세는 WAR 5.31로 KBO 리그 역대 40대 타자 단일 시즌 최고 WAR 기록을 세웠다.
- 이 시즌에 롯데 자이언츠 2군은 전국종합야구선수권대회 우승을 차지했다.
- 롯데 자이언츠 2군이 구덕 야구장을 홈구장으로 쓴 마지막 시즌이다.
- 이석만, 이상훈, 조인신, 김만윤은 경찰 야구단 1기로 입대했다.
- 팀은 3루타 3개를 치는 데 그쳐 역대 단일 시즌 팀 최소 3루타를 기록했다.
- 노장진은 이 시즌을 끝으로 은퇴하여, KBO 리그 역대 주포지션이 투수였던 선수 중 통산 최고 출루율(1.000), 최다 고의4구(1) 출루, 월요일 경기 통산 최다 실점(58), 최다 자책점(54) 기록을 세웠다.[2]